# Samtgemeinde Esens
La comunità amministrativa di Esens (Samtgemeinde Esens) si trova nel circondario di Wittmund nella Bassa Sassonia, in Germania.

## Suddivisione
Comprende 7 comuni:
1. Dunum
2. Esens (città)
3. Holtgast
4. Moorweg
5. Neuharlingersiel
6. Stedesdorf
7. Werdum

Il capoluogo è Esens.